# Chalybea
Chalybea es un género con dos especies de plantas fanerógamas de la familia Melastomataceae. Es originario de Sudamérica.

## Taxonomía
El género fue descrito por Charles Victor Naudin y publicado en Annales des Sciences Naturelles; Botanique, sér. 3 16(2): 99-100, en el año 1850. La especie tipo es Chalybea corymbifera Naudin.

## Especies
- Chalybea corymbifera Naudin	Ann. Sci. Nat., Bot., sér. 3. 16(2): 100, t.
- Chalybea peruviana M.E.Morales & Penneys	Brittonia 62: 28, f. 1	2010